# Vollstreik
Mit Vollstreik, Flächenstreik oder Totaler Streik wird im Rahmen eines Arbeitskampfes der Streik aller Arbeitnehmer eines Wirtschaftszweiges  bezeichnet, wobei unter Streik die gemeinsame und planmäßig durchgeführte Arbeitsniederlegung durch mehrere Arbeitnehmer zur Durchsetzung bestimmter Forderungen verstanden wird.
Vorteil des Vollstreiks ist die vergleichsweise schnellere Erzeugung ökonomischen Drucks beim Arbeitgeber. Sein Nachteil ist aus Sicht der Gewerkschaften, dass er bei dem verhältnismäßig großen Kreis streikender Mitglieder Anspruch auf Streikgeld (aus der Streikkasse der Gewerkschaft) auslöst. Aus diesem Grunde werden in der heutigen Zeit vorwiegend Streikformen bevorzugt, die mit einem verhältnismäßig kleinen Einsatz streikender Mitarbeiter ein Maximum an Wirkung in  einem gesamten Industriezweig erzeugen, zum Beispiel der Schwerpunktstreik bei Betrieben, die Schlüsselpositionen innerhalb einer Industrie einnehmen und dadurch als Folge die von ihnen abhängigen Wirtschaftsunternehmen durch fehlende Zulieferung lahmlegen.